# Nati nel 1989/Maggio
| Questa pagina contiene informazioni ricavate automaticamente dalle voci biografiche con l'ausilio del template Bio e di un bot. L'aggiornamento è periodico e automatico e ricostruisce completamente la pagina. Se manca una persona in questa lista, sei pregato di non aggiungerla, ma accertati piuttosto che la sua voce biografica contenga il template Bio e che i dati anagrafici siano correttamente compilati. Se il template Bio manca, inseriscilo tu stesso o, in alternativa, metti l'avviso {{tmp\|Bio}} che ne segnala la mancanza. Se i dati riportati sono sbagliati, correggi direttamente la voce biografica; le modifiche saranno visibili in questa lista entro pochi giorni. Per chiarimenti vedi il progetto biografie. La lista contiene solo le 544 persone che sono citate nell'enciclopedia e per le quali è stato implementato correttamente il template Bio. Pagina aggiornata al 10 ago 2025. |

- 1º maggio - Ihab Abdelrahman, giavellottista egiziano
- 1º maggio - Alejandro Arribas, calciatore spagnolo
- 1º maggio - Maicol Berretti, calciatore sammarinese
- 1º maggio - Valentina Bonariva, modella e ballerina italiana
- 1º maggio - Denzel Bowles, ex cestista statunitense
- 1º maggio - James Cusati-Moyer, attore statunitense
- 1º maggio - Murtaz Daushvili, ex calciatore georgiano
- 1º maggio - Tımýr Dosmagambetov, calciatore kazako
- 1º maggio - Armindo Fonseca, ex ciclista su strada francese
- 1º maggio - Cayla Francis, cestista australiana
- 1º maggio - Alexander Grünwald, ex calciatore austriaco
- 1º maggio - Thomas Löffler, allenatore di calcio e ex calciatore austriaco
- 1º maggio - May Mahlangu, ex calciatore sudafricano
- 1º maggio - Victoria Monét, cantautrice statunitense
- 1º maggio - Bryshon Nellum, velocista statunitense
- 1º maggio - Mitch Nichols, ex calciatore australiano
- 1º maggio - Philipp Schwethelm, ex cestista tedesco
- 1º maggio - Koyomi Tominaga, pallavolista giapponese
- 1º maggio - Ewa Nelip, schermitrice polacca
- 1º maggio - Emma Wikén, fondista svedese
- 1º maggio - Natália Šubrtová, ex sciatrice alpina slovacca
- 2 maggio - Hamdan Al Kamali, calciatore emiratino
- 2 maggio - Christian Alfonso, ex calciatore spagnolo
- 2 maggio - Juan Barrera, calciatore nicaraguense
- 2 maggio - Nicole Bus, cantante olandese
- 2 maggio - Dario Hunt, cestista statunitense
- 2 maggio - Justin Keenan, cestista statunitense
- 2 maggio - Allison Pineau, pallamanista francese
- 2 maggio - Jeanette Pohlen, ex cestista statunitense
- 2 maggio - Sebastián Sciorilli, ex calciatore argentino
- 2 maggio - Gal Shish, ex calciatore israeliano
- 2 maggio - Arnaud Sutchuin Djoum, calciatore camerunese
- 2 maggio - Olli-Markus Taivainen, orientista e sci orientista finlandese
- 2 maggio - Fwayo Tembo, ex calciatore zambiano
- 2 maggio - Sam Tsui, cantante statunitense
- 2 maggio - Stefan Velev, calciatore bulgaro
- 2 maggio - Yang Junxia, judoka cinese
- 2 maggio - Yōhei Ōtake, calciatore giapponese
- 3 maggio - Mohamed Aberhoun, calciatore marocchino († 2020)
- 3 maggio - Yoann Andreu, ex calciatore francese
- 3 maggio - Ricardo Bocanegra, ex calciatore messicano
- 3 maggio - Christian Bollmann, giocatore di football americano tedesco
- 3 maggio - Fábio Ferreira, ex calciatore portoghese
- 3 maggio - Heo Yeong-moo, videogiocatore sudcoreano
- 3 maggio - Katinka Hosszú, ex nuotatrice ungherese
- 3 maggio - Igor Jovanović, calciatore croato
- 3 maggio - Geōrgios Kolokoudias, ex calciatore cipriota
- 3 maggio - Evans Kondogbia, ex calciatore centrafricano
- 3 maggio - Mary Lambert, cantante, cantautrice e poetessa statunitense
- 3 maggio - Shen Jingsi, pallavolista cinese
- 3 maggio - Reece Styche, calciatore gibilterriano
- 3 maggio - Selah Sue, cantante belga
- 3 maggio - Josh Thomas, giocatore di football americano statunitense
- 3 maggio - Taylor Trensch, attore teatrale, doppiatore e cantante statunitense
- 4 maggio - Serena Brancale, cantautrice italiana
- 4 maggio - Greg Casar, politico e attivista statunitense
- 4 maggio - Dániel Gyurta, ex nuotatore ungherese
- 4 maggio - Jak Ali Harvey, velocista giamaicano
- 4 maggio - Pius Heinz, giocatore di poker tedesco
- 4 maggio - Cameron Jones, cestista statunitense
- 4 maggio - Julija Koltunova, tuffatrice russa
- 4 maggio - Satish Kumar, pugile indiano
- 4 maggio - Mario Maloča, calciatore croato
- 4 maggio - Stelios Maragkos, ex calciatore greco
- 4 maggio - Rory McIlroy, golfista nordirlandese
- 4 maggio - Seidou Njoya, ex cestista camerunese
- 4 maggio - Trevor Nyakane, rugbista a 15 sudafricano
- 4 maggio - Matěj Štochl, calciatore ceco
- 4 maggio - Arīs Tatarounīs, ex cestista greco
- 4 maggio - Sthefany Thomas, ex cestista argentina
- 4 maggio - Jay Warren, calciatore francese
- 5 maggio - Gonzalo Bazán, ex calciatore argentino
- 5 maggio - Chris Brown, cantautore, ballerino e produttore discografico statunitense
- 5 maggio - Kurt Calleja, cantante maltese
- 5 maggio - Jessica Clarke, calciatrice inglese
- 5 maggio - Matteo Coppini, calciatore sammarinese
- 5 maggio - Miriam Corsini, nuotatrice italiana
- 5 maggio - Mario Cuéllar, calciatore boliviano
- 5 maggio - Mike Daniels, giocatore di football americano statunitense
- 5 maggio - Mario Fischer, ex hockeista su ghiaccio austriaco
- 5 maggio - Jamell Fleming, giocatore di football americano statunitense
- 5 maggio - Melissa Goodall, ex cestista statunitense
- 5 maggio - Koyoharu Gotōge, fumettista giapponese
- 5 maggio - Anna Hasselborg, giocatrice di curling svedese
- 5 maggio - Agnes Knochenhauer, giocatrice di curling svedese
- 5 maggio - Geneviève Lacasse, hockeista su ghiaccio canadese
- 5 maggio - Steven Legendre, ginnasta statunitense
- 5 maggio - Lu Jingjing, tennista cinese
- 5 maggio - Perica Marošević, ex calciatore statunitense
- 5 maggio - Mrisho Ngasa, calciatore tanzaniano
- 5 maggio - Fran Pilepić, cestista croato
- 5 maggio - Victor Ramos Ferreira, ex calciatore brasiliano
- 5 maggio - Sekou Junior Sanogo, calciatore ivoriano
- 5 maggio - Michael Scheikl, ex slittinista austriaco
- 5 maggio - Radoje Vujošević, cestista montenegrino
- 5 maggio - Larissa Wilson, attrice britannica
- 5 maggio - Alla Čerkasova, lottatrice ucraina
- 6 maggio - Chukwuma Akabueze, calciatore nigeriano
- 6 maggio - Bobby Bazini, cantautore canadese
- 6 maggio - Vladimir Broun, calciatore israeliano
- 6 maggio - Dominika Cibulková, ex tennista slovacca
- 6 maggio - David de la Cruz, ciclista su strada spagnolo
- 6 maggio - Bryan Danessi, calciatore cileno
- 6 maggio - Giada Ferraro, ex calciatrice italiana
- 6 maggio - Austin Freeman, ex cestista statunitense
- 6 maggio - Jurij Habovda, ex calciatore ucraino
- 6 maggio - Cameron Heyward, giocatore di football americano statunitense
- 6 maggio - Otto Knows, disc jockey e produttore discografico svedese
- 6 maggio - Lucas Marcolini Dantas Bertucci, calciatore brasiliano
- 6 maggio - Anna Paulina Luna, politica statunitense
- 6 maggio - Pavle Marčinković, cestista croato
- 6 maggio - Amra Sadiković, tennista macedone
- 6 maggio - Franco Sbuttoni, calciatore argentino
- 6 maggio - Andreas Ulland Andersen, calciatore norvegese
- 6 maggio - Santiago Vidal, cestista uruguaiano
- 6 maggio - Yi Siling, tiratrice a segno cinese
- 7 maggio - Asaeli Ai Valu, rugbista a 15 tongano
- 7 maggio - Marijan Antolović, ex calciatore croato
- 7 maggio - Francesco Bolzoni, allenatore di calcio e ex calciatore italiano
- 7 maggio - Daniel do Carmo Oliveira, hockeista su pista portoghese
- 7 maggio - Devlin, rapper britannico
- 7 maggio - Cherrelle Garrett, bobbista statunitense
- 7 maggio - Patrick Jazbec, ex sciatore alpino sloveno
- 7 maggio - D.C. Jefferson, giocatore di football americano statunitense
- 7 maggio - Juho Lehtoranta, cestista finlandese
- 7 maggio - Adolfo López, cestista paraguaiano
- 7 maggio - Ali Mutashar, calciatore iracheno
- 7 maggio - Amer Osmanagić, ex calciatore bosniaco
- 7 maggio - Kheeston Randall, giocatore di football americano statunitense
- 7 maggio - Abdelaziz Sanqour, calciatore emiratino
- 7 maggio - Michael Stockton, cestista statunitense
- 7 maggio - Earl Thomas, ex giocatore di football americano statunitense
- 7 maggio - Taïsija Udodenko, cestista ucraina
- 8 maggio - Nora Arnezeder, attrice e cantante francese
- 8 maggio - Giorgio Avola, schermidore italiano
- 8 maggio - Víctor Manuel Ayala, calciatore guatemalteco
- 8 maggio - Clint Boling, ex giocatore di football americano statunitense
- 8 maggio - Vencislav Bonev, ex calciatore bulgaro
- 8 maggio - Liam Bridcutt, ex calciatore inglese
- 8 maggio - Katy B, cantautrice britannica
- 8 maggio - C418, compositore tedesco
- 8 maggio - Nyle DiMarco, modello, attivista e attore statunitense
- 8 maggio - Lars Eller, hockeista su ghiaccio danese
- 8 maggio - Laurie González, pallavolista portoricana
- 8 maggio - Marco Kofler, ex calciatore austriaco
- 8 maggio - Natal'ja Kuzjutina, judoka russa
- 8 maggio - Marcelino Júnior Lopes Arruda, calciatore brasiliano
- 8 maggio - Drake Nevis, giocatore di football americano statunitense
- 8 maggio - Benoît Paire, tennista francese
- 9 maggio - Elkin Blanco, ex calciatore colombiano
- 9 maggio - Katie Bouman, informatica statunitense
- 9 maggio - Mariano Di Vaio, modello, blogger e attore italiano
- 9 maggio - Dominik Doleschal, calciatore austriaco
- 9 maggio - Becca, cantautrice statunitense
- 9 maggio - Karolin Horchler, biatleta tedesca
- 9 maggio - Mohamed Duaij Mahorfi, calciatore bahreinita
- 9 maggio - Philippe Marquis, sciatore freestyle canadese
- 9 maggio - Erik Pačinda, calciatore slovacco
- 9 maggio - Ilýa Tamurkin, calciatore turkmeno
- 9 maggio - Ellen White, ex calciatrice inglese
- 9 maggio - Zhang Linpeng, calciatore cinese
- 9 maggio - Alexandru Țăruș, rugbista a 15 rumeno
- 10 maggio - Ivan Almeida, cestista capoverdiano
- 10 maggio - Aníbal Carvallo, ex calciatore cileno
- 10 maggio - Tom Compton, giocatore di football americano statunitense
- 10 maggio - Nicolás Delmonte, calciatore argentino
- 10 maggio - Munir Mohand Mohamedi, calciatore marocchino
- 10 maggio - Ben Garland, giocatore di football americano statunitense
- 10 maggio - Marisha Ray, doppiatrice e conduttrice televisiva statunitense
- 10 maggio - Marrit Leenstra, pattinatrice di velocità su ghiaccio olandese
- 10 maggio - Grégory Lescot, calciatore francese
- 10 maggio - Niccolò Martinoni, cestista italiano
- 10 maggio - Marco Matias, calciatore portoghese
- 10 maggio - Hrvoje Milić, ex calciatore croato
- 10 maggio - Robinson Opong, cestista canadese
- 10 maggio - Francisco Pizarro, ex calciatore cileno
- 10 maggio - Jesper Riis-Johannessen, ex sciatore alpino norvegese
- 10 maggio - Danielle Robinson, ex cestista statunitense
- 10 maggio - Lindsey Shaw, attrice statunitense
- 10 maggio - Jabaal Sheard, giocatore di football americano statunitense
- 10 maggio - Ernesto Sinclair, calciatore panamense
- 10 maggio - Brad Tinsley, ex cestista statunitense
- 10 maggio - Jessie Vargas, pugile statunitense
- 10 maggio - Leandro Velázquez, calciatore argentino
- 11 maggio - Gianluigi Bianco, ex calciatore italiano
- 11 maggio - Melissa Boekelman, pesista e bobbista olandese
- 11 maggio - Nicolás Capellino, calciatore argentino
- 11 maggio - Édgar Crespo, nuotatore panamense
- 11 maggio - Christy Fagan, ex calciatore irlandese
- 11 maggio - Kévin Le Roux, pallavolista francese
- 11 maggio - Leandro Lo, artista marziale brasiliano († 2022)
- 11 maggio - Dragan Milosavljević, cestista serbo
- 11 maggio - Cam Newton, ex giocatore di football americano statunitense
- 11 maggio - Sophie Péron, pallavolista francese
- 11 maggio - Prince Royce, cantautore statunitense
- 11 maggio - Tomislav Šorša, calciatore croato
- 11 maggio - Andreas Tatos, calciatore albanese
- 11 maggio - Sharlene Taulé, cantante e attrice dominicana
- 11 maggio - Ihor Tyščenko, calciatore ucraino
- 11 maggio - Jelle Wallays, ex ciclista su strada belga
- 11 maggio - Jadyn Wong, attrice canadese
- 11 maggio - Ihor Zajcev, cestista ucraino
- 11 maggio - Zhou Qian, lottatrice cinese
- 11 maggio - Giovani dos Santos, ex calciatore messicano
- 11 maggio - Igor' Shaskıı, calciatore kazako
- 12 maggio - Rosaria Aiello, ex pallanuotista italiana
- 12 maggio - Nick Bellore, giocatore di football americano statunitense
- 12 maggio - Ricardo Blanco, calciatore costaricano
- 12 maggio - Ousmane Camara, cestista francese
- 12 maggio - Leonardo Castro, calciatore colombiano
- 12 maggio - Eleutheria Eleutheriou, cantante cipriota
- 12 maggio - Richard Gadd, drammaturgo, sceneggiatore e attore britannico
- 12 maggio - Paolo Giuliodori, politico italiano
- 12 maggio - Tess Haubrich, attrice e modella australiana
- 12 maggio - Étienne Lalonde Turbide, schermidore canadese
- 12 maggio - Andrew Little, ex calciatore nordirlandese
- 12 maggio - Luis David Martínez, tennista venezuelano
- 12 maggio - Mladen Matković, calciatore croato
- 12 maggio - Travis McCabe, ex ciclista su strada statunitense
- 12 maggio - Eric Odhiambo, ex calciatore inglese
- 12 maggio - Sabina Radu, calciatrice e giocatrice di calcio a 5 rumena
- 12 maggio - Catalina Robayo, modella colombiana
- 12 maggio - Gabrielle Ruiz, attrice statunitense
- 12 maggio - Boudewijn Röell, canottiere olandese
- 12 maggio - Sabrin Sburlea, ex calciatore rumeno
- 12 maggio - Stefan Schmidt, ex cestista tedesco
- 12 maggio - Zhang Chenglong, ginnasta cinese
- 13 maggio - Arnaldo González, calciatore argentino
- 13 maggio - Duckwrth, rapper, cantante e produttore discografico statunitense
- 13 maggio - Michele Marconi, calciatore italiano
- 13 maggio - Manōlīs Mpertos, calciatore greco
- 13 maggio - Áine O'Gorman, calciatrice irlandese
- 13 maggio - Marius Papšys, calciatore lituano
- 13 maggio - Angel Robinson, cestista statunitense
- 13 maggio - Julia Rohde, ex sollevatrice tedesca
- 13 maggio - P.K. Subban, ex hockeista su ghiaccio canadese
- 13 maggio - Lukáš Vácha, calciatore ceco
- 13 maggio - Karlo Vragović, cestista croato
- 14 maggio - Florencia Aguirre, pallavolista uruguaiana
- 14 maggio - Melinda Bam, modella sudafricana
- 14 maggio - Anansi, cantautore, polistrumentista e produttore discografico italiano
- 14 maggio - Ramiro Fergonzi, calciatore argentino
- 14 maggio - Stefano Giannotti, pallavolista italiano
- 14 maggio - Rob Gronkowski, ex giocatore di football americano statunitense
- 14 maggio - Martín Gómez, calciatore panamense
- 14 maggio - Shoja Khalilzadeh, calciatore iraniano
- 14 maggio - Mika Kurihara, cestista giapponese
- 14 maggio - Iza Lach, cantante polacca
- 14 maggio - Jon Leuer, ex cestista statunitense
- 14 maggio - Kristina Maria, cantante canadese
- 14 maggio - Abdil Mutalib, calciatore singaporiano
- 14 maggio - Alexandra Park, attrice australiana
- 14 maggio - Arthur Pauli, ex saltatore con gli sci austriaco
- 14 maggio - Mohamed Talaat, calciatore egiziano
- 14 maggio - Alina Talaj, ostacolista bielorussa
- 14 maggio - Riccardo Tonetti, ex sciatore alpino italiano
- 14 maggio - Julia Šimić, ex calciatrice tedesca
- 15 maggio - Heimano Bourebare, calciatore francese
- 15 maggio - Álvaro Domínguez Soto, ex calciatore spagnolo
- 15 maggio - Dragoș Firțulescu, allenatore di calcio e ex calciatore rumeno
- 15 maggio - Kenneth Gangnes, ex saltatore con gli sci norvegese
- 15 maggio - James Holland, ex calciatore australiano
- 15 maggio - Philipp Hosiner, calciatore austriaco
- 15 maggio - Carlos Lanza, calciatore honduregno
- 15 maggio - Sunny, cantante, attrice e conduttrice radiofonica sudcoreana
- 15 maggio - Salas Okechukwu, ex calciatore nigeriano
- 15 maggio - Stephan Palla, ex calciatore austriaco
- 15 maggio - João Pedro Silva, triatleta portoghese
- 15 maggio - Synnøve Solemdal, ex biatleta norvegese
- 15 maggio - Ceren Taşçı, attrice turca
- 15 maggio - Miro Varvodić, calciatore croato
- 15 maggio - Yang Junjing, pallavolista cinese
- 15 maggio - Mapou Yanga-Mbiwa, calciatore centrafricano
- 16 maggio - Dwight Bentley, ex giocatore di football americano statunitense
- 16 maggio - Kelley Cain, cestista statunitense
- 16 maggio - Vaidas Čepukaitis, cestista lituano
- 16 maggio - Marcel Correia, ex calciatore portoghese
- 16 maggio - Randy Culpepper, cestista statunitense
- 16 maggio - Cristian Díaz, calciatore argentino
- 16 maggio - Ilias Fifa, mezzofondista marocchino
- 16 maggio - Markus Gander, ex hockeista su ghiaccio italiano
- 16 maggio - Jang Beom-june, cantautore, personaggio televisivo e attore sudcoreano
- 16 maggio - Jan Javůrek, calciatore ceco
- 16 maggio - Oljas Kerimjanov, calciatore kazako
- 16 maggio - Mathew Kisorio, maratoneta e mezzofondista keniota
- 16 maggio - Artem Kyčak, calciatore ucraino
- 16 maggio - Fabio Sciacca, calciatore e giocatore di beach soccer italiano
- 16 maggio - Betül Cemre Yıldız, scacchista e avvocato turca
- 16 maggio - Felipe Augusto de Almeida Monteiro, ex calciatore brasiliano
- 17 maggio - Alessandra Barreca, ex calciatrice italiana
- 17 maggio - Tereza Fajksová, modella ceca
- 17 maggio - Braydon Hobbs, cestista statunitense
- 17 maggio - Yuri Kawamura, ex calciatrice giapponese
- 17 maggio - Ibrahim Koroma, ex calciatore sierraleonese
- 17 maggio - Alix Lynx, attrice pornografica statunitense
- 17 maggio - Michel Morganella, ex calciatore svizzero
- 17 maggio - Mattia Mustacchio, calciatore italiano
- 17 maggio - Emily Nicosia Vinci, calciatrice italiana
- 17 maggio - Payam Ghobadi Oughaz, taekwondoka azero
- 17 maggio - Alexandra Soumm, violinista russa
- 17 maggio - Janne Turpeenniemi, ex calciatore finlandese
- 17 maggio - Evgenija Ukolova, giocatrice di beach volley russa
- 17 maggio - Tessa Virtue, ex danzatrice su ghiaccio canadese
- 18 maggio - Alexandru Chipciu, calciatore rumeno
- 18 maggio - Angelo Corsi, calciatore italiano
- 18 maggio - Stefan Ilsanker, ex calciatore e giocatore di football americano austriaco
- 18 maggio - Anthony Jacob, canottiere canadese
- 18 maggio - Daniel Lafferty, calciatore nordirlandese
- 18 maggio - Eugénie Le Sommer, calciatrice francese
- 18 maggio - Antonio López Ojeda, ex calciatore messicano
- 18 maggio - Mohammad Rashid Mazaheri, ex calciatore iraniano
- 18 maggio - Andrea Mei, ex calciatore italiano
- 18 maggio - Robert Mühren, calciatore olandese
- 18 maggio - Sophie Reade, modella britannica
- 18 maggio - Renan, calciatore brasiliano
- 18 maggio - Jonathan Rivierez, calciatore francese
- 18 maggio - Joseph Sunder, pallavolista statunitense
- 18 maggio - Ryan Wilson, rugbista a 15 britannico
- 19 maggio - Abbie Cat, attrice pornografica ungherese
- 19 maggio - Clément Desalle, pilota motociclistico belga
- 19 maggio - Daniel Genov, calciatore bulgaro
- 19 maggio - Xiao Wen Ju, modella cinese
- 19 maggio - Dulcita Lieggi, modella dominicana
- 19 maggio - Vytenis Lipkevičius, cestista lituano
- 19 maggio - Samuel Mensiro, calciatore ghanese
- 19 maggio - Kazuki Murakami, tuffatore giapponese
- 19 maggio - Erline Nolte, bobbista, ex lunghista e ex velocista tedesca
- 19 maggio - Ädilbek Nïyazımbetov, pugile uzbeko
- 19 maggio - Tom Phillips, giornalista statunitense
- 19 maggio - Manuel Poppinger, ex saltatore con gli sci austriaco
- 19 maggio - Sergej Tkačëv, calciatore russo
- 20 maggio - Ahmad Al Salih, calciatore siriano
- 20 maggio - Graham Carey, calciatore irlandese
- 20 maggio - Aldo Corzo, calciatore peruviano
- 20 maggio - Tonia Couch, tuffatrice inglese
- 20 maggio - Wout Droste, ex calciatore olandese
- 20 maggio - Ioan Filip, calciatore rumeno
- 20 maggio - Flavio Gismondi, cantante e attore italiano
- 20 maggio - Goh V Shem, giocatore di badminton malese
- 20 maggio - Loïc Nestor, calciatore francese
- 20 maggio - Milos Panic, giocatore di football americano svizzero
- 20 maggio - Mario Rašić, calciatore croato
- 20 maggio - Sílvia Rebelo, calciatrice portoghese
- 20 maggio - Bruno Romo, calciatore cileno
- 20 maggio - Daniela Servillo, cestista italiana
- 20 maggio - Adam Sušac, allenatore di calcio e ex calciatore croato
- 21 maggio - Rodney Bartholomew, ex cestista statunitense
- 21 maggio - Vicki Baugh, ex cestista statunitense
- 21 maggio - Lisa Demetz, ex saltatrice con gli sci italiana
- 21 maggio - Adin Džafić, ex calciatore bosniaco
- 21 maggio - Devin Gibson, ex cestista statunitense
- 21 maggio - Diosvelis Guerra, calciatore cubano
- 21 maggio - Renato Moicano, artista marziale misto brasiliano
- 21 maggio - Gülcan Mıngır, siepista turca
- 21 maggio - Kizaru, rapper russo
- 21 maggio - Kate Phillips, attrice britannica
- 21 maggio - Hal Robson-Kanu, ex calciatore inglese
- 21 maggio - Brett Rossi, attrice pornografica statunitense
- 21 maggio - Ivan Santini, calciatore croato
- 21 maggio - Tan Wee Kiong, giocatore di badminton malese
- 22 maggio - Giordano Benedetti, mezzofondista italiano
- 22 maggio - James Carpenter, giocatore di football americano statunitense
- 22 maggio - Corey Dickerson, giocatore di baseball statunitense
- 22 maggio - Dong Xuesheng, calciatore cinese
- 22 maggio - Néstor Girolami, pilota automobilistico argentino
- 22 maggio - Kerson Hadley, ex nuotatore micronesiano
- 22 maggio - Carola Librandi, calciatrice italiana
- 22 maggio - Aleksej Območaev, pallavolista russo
- 22 maggio - Michele Pellizzer, calciatore italiano
- 22 maggio - Damiano Pilot, allenatore di pallacanestro italiano
- 22 maggio - Aurora Ruffino, attrice e scrittrice italiana
- 22 maggio - Verena Schweers, ex calciatrice tedesca
- 22 maggio - Slobodan Simović, calciatore serbo
- 22 maggio - Shun Takagi, calciatore giapponese
- 22 maggio - Raivis Zīrups, bobbista lettone
- 23 maggio - Alexandru Antoniuc, calciatore moldavo
- 23 maggio - Oli Brown, chitarrista e cantautore inglese
- 23 maggio - Anna Florian, hockeista su ghiaccio italiana
- 23 maggio - Alberto Frezza, attore e regista italiano
- 23 maggio - Sara González Rodríguez, calciatrice spagnola
- 23 maggio - Reggie Hamilton, ex cestista statunitense
- 23 maggio - Liza Helder, modella olandese
- 23 maggio - Tomoya Ishii, ex sciatore alpino giapponese
- 23 maggio - Agnieszka Kaczmarczyk, cestista polacca
- 23 maggio - Amer Krcič, calciatore sloveno
- 23 maggio - Grace Mahary, supermodella canadese
- 23 maggio - Petr Reinberk, calciatore ceco
- 23 maggio - Ezequiel Schelotto, calciatore argentino
- 23 maggio - Hussain Shae'an, calciatore saudita
- 23 maggio - Jeff Taylor, cestista svedese
- 23 maggio - Mario Vrančić, calciatore bosniaco
- 23 maggio - Natsuna Watanabe, attrice, doppiatrice e ex modella giapponese
- 23 maggio - Dashamir Xhika, calciatore albanese
- 24 maggio - Izu Azuka, ex calciatore nigeriano
- 24 maggio - Yannick Bolasie, calciatore congolese (Repubblica Democratica del Congo)
- 24 maggio - Francesco Cafiso, sassofonista, direttore artistico e produttore discografico italiano
- 24 maggio - Anderson Cueto, ex calciatore peruviano
- 24 maggio - Valerio Desirò, attore e sceneggiatore italiano
- 24 maggio - Mohammed Fellah, ex calciatore norvegese
- 24 maggio - G-Eazy, rapper e produttore discografico statunitense
- 24 maggio - Pavel Gromyko, cestista russo
- 24 maggio - Brianne Howey, attrice statunitense
- 24 maggio - Pavel Ignatovič, ex calciatore russo
- 24 maggio - Yūta Iyama, giocatore di go giapponese
- 24 maggio - Kalin Lucas, cestista statunitense
- 24 maggio - Juan Pablo Passaglia, calciatore argentino
- 24 maggio - Adel Taarabt, calciatore marocchino
- 24 maggio - Pietro Visconti, calciatore italiano
- 24 maggio - Franziska Weber, canoista tedesca
- 24 maggio - Tina Weirather, ex sciatrice alpina liechtensteinese
- 24 maggio - Cauê Cecilio da Silva, calciatore brasiliano
- 25 maggio - Guillaume Boivin, ciclista su strada canadese
- 25 maggio - Vaqif Cavadov, allenatore di calcio e ex calciatore azero
- 25 maggio - William Celestino da Silva, calciatore brasiliano
- 25 maggio - Maria Colombo, matematica italiana
- 25 maggio - Diego Estrada, calciatore costaricano
- 25 maggio - Matea Ikić, pallavolista croata
- 25 maggio - Kirstie James, ex pistard neozelandese
- 25 maggio - Jung Jin-hwa, pentatleta sudcoreano
- 25 maggio - Steven Krueger, attore statunitense
- 25 maggio - Cassidy Lichtman, pallavolista e allenatrice di pallavolo statunitense
- 25 maggio - David Meyler, ex calciatore irlandese
- 25 maggio - Aliona Moon, cantante moldava
- 25 maggio - Bryan Mélisse, ex calciatore francese
- 25 maggio - Lauana Prado, cantante brasiliana
- 25 maggio - Esteve Rabat, pilota motociclistico spagnolo
- 25 maggio - Jamar Samuels, ex cestista statunitense
- 25 maggio - Luna Star, attrice pornografica cubana
- 25 maggio - Karel Tammjärv, fondista estone
- 26 maggio - Rangel Abušev, ex calciatore bulgaro
- 26 maggio - Babatunde Aiyegbusi, wrestler e ex giocatore di football americano polacco
- 26 maggio - Nery Cardozo, calciatore paraguaiano
- 26 maggio - Claudia Ceccarelli, allenatrice di calcio e ex calciatrice italiana
- 26 maggio - Thomas Fabbiano, ex tennista italiano
- 26 maggio - Amit Farkash, attrice canadese
- 26 maggio - Rick Jackson, cestista statunitense
- 26 maggio - Slobodan Jakovljević, calciatore serbo
- 26 maggio - Park Ye-eun, cantante, modella e pianista sudcoreana
- 26 maggio - Tomáš Pekhart, calciatore ceco
- 26 maggio - Fabrizio Poli, calciatore italiano
- 26 maggio - Jean Dieu-Donné Randrianasolo, calciatore malgascio
- 26 maggio - Nick Roud, attore britannico
- 26 maggio - Thamsanqa Sangweni, calciatore sudafricano
- 26 maggio - Tyler Wilson, ex calciatore statunitense
- 26 maggio - Shūhei Ōtsuki, ex calciatore giapponese
- 27 maggio - Nicola Citro, calciatore italiano
- 27 maggio - Innocent Emeghara, ex calciatore nigeriano
- 27 maggio - Luana Fracassi, giocatrice di calcio a 5 e ex calciatrice italiana
- 27 maggio - Ash Hollywood, attrice pornografica statunitense
- 27 maggio - Nemanja Kuzmanović, calciatore serbo
- 27 maggio - Gaia Missaglia, allenatrice di calcio e ex calciatrice italiana
- 27 maggio - Ramone Moore, ex cestista statunitense
- 27 maggio - Igor Morozov, calciatore estone
- 27 maggio - Zack Pianalto, giocatore di football americano statunitense
- 27 maggio - Martina Stålvant, ex cestista svedese
- 27 maggio - Annaelsa Tartaglione, politica italiana
- 27 maggio - Alëna Zavarzina, ex snowboarder russa
- 28 maggio - Stefan Balmazović, cestista serbo
- 28 maggio - Isaac Butts, cestista statunitense
- 28 maggio - Denisa Dvořáková, modella ceca
- 28 maggio - Elizeu Araújo de Melo Batista, calciatore brasiliano
- 28 maggio - Laion De Freitas, giocatore di calcio a 5 brasiliano
- 28 maggio - Jenna Hagglund, allenatrice di pallavolo e ex pallavolista statunitense
- 28 maggio - Dustin Kilgore, lottatore statunitense
- 28 maggio - Aleksej Negodajlo, bobbista russo
- 28 maggio - Alexandru Pașcenco, calciatore moldavo
- 28 maggio - Zé Luís, calciatore mozambicano
- 28 maggio - Ulan Qonısbayev, calciatore kazako
- 28 maggio - Sébastien Reichenbach, ex ciclista su strada svizzero
- 28 maggio - Pasquale Terrazzano, ex hockeista su ghiaccio svizzero
- 29 maggio - Ezekiel Ansah, giocatore di football americano ghanese
- 29 maggio - Diego Barisone, calciatore argentino († 2015)
- 29 maggio - Martín Campaña, calciatore uruguaiano
- 29 maggio - B.J. Cunningham, giocatore di football americano statunitense
- 29 maggio - Ágnel Flores, calciatore venezuelano
- 29 maggio - Matteo Furlan, nuotatore italiano
- 29 maggio - Aura Garrido, attrice spagnola
- 29 maggio - Quentin Gilbert, pilota di rally francese
- 29 maggio - Eyþór Ingi Gunnlaugsson, cantante islandese
- 29 maggio - Riley Keough, modella e attrice statunitense
- 29 maggio - Eva Lovia, attrice pornografica statunitense
- 29 maggio - Josée Nahi, calciatrice ivoriana
- 29 maggio - Nemanja Obradović, calciatore serbo
- 29 maggio - Marco Portannese, cestista italiano
- 29 maggio - Noora Räty, hockeista su ghiaccio finlandese
- 29 maggio - Brandon Mychal Smith, attore e cantante statunitense
- 29 maggio - Luciano Taccone, triatleta argentino
- 29 maggio - Tamás Tóth, triatleta ungherese
- 29 maggio - Brian Hämäläinen, calciatore danese
- 29 maggio - Petros Matheus dos Santos Araújo, calciatore brasiliano
- 30 maggio - Kamar Aiken, giocatore di football americano statunitense
- 30 maggio - Ailee, cantante statunitense
- 30 maggio - Thomas Amrhein, bobbista svizzero
- 30 maggio - Greg Billington, triatleta statunitense
- 30 maggio - Radu Catan, ex calciatore moldavo
- 30 maggio - Lesja Curenko, tennista ucraina
- 30 maggio - Alexandra Dulgheru, tennista rumena
- 30 maggio - Jules Goda, calciatore camerunese
- 30 maggio - Greg Little, giocatore di football americano statunitense
- 30 maggio - Jerry Hoffmann, attore, sceneggiatore e regista tedesco
- 30 maggio - Yui Ishikawa, doppiatrice giapponese
- 30 maggio - Jimmy Janssens, ciclista su strada belga
- 30 maggio - Libor Kozák, calciatore ceco
- 30 maggio - Takuya Marutani, ex calciatore giapponese
- 30 maggio - Catherine McNeil, supermodella australiana
- 30 maggio - Liliana Miccio, cestista italiana
- 30 maggio - Jean-Frédéric Morency, cestista francese
- 30 maggio - Akiyo Noguchi, arrampicatrice giapponese
- 30 maggio - Lenie Onzia, calciatrice belga
- 30 maggio - Hyomin, cantante, attrice e modella sudcoreana
- 30 maggio - Guillermo Pfund, calciatore argentino
- 30 maggio - Aurelio Saco Vértiz, ex calciatore peruviano
- 30 maggio - Mikel San José, ex calciatore spagnolo
- 30 maggio - Michele Santucci, ex nuotatore italiano
- 30 maggio - Serene Siren, attrice pornografica statunitense
- 30 maggio - Leah Thomas, ciclista su strada statunitense
- 30 maggio - Goh Liu Ying, giocatrice di badminton malese
- 31 maggio - Pablo Alborán, cantautore spagnolo
- 31 maggio - Giovanni B. Algieri, scrittore, regista e sceneggiatore italiano
- 31 maggio - Jordan Bernstine, ex giocatore di football americano statunitense
- 31 maggio - Lidia Carew, ballerina e personaggio televisivo italiana
- 31 maggio - Aggelīs Charalampous, calciatore cipriota
- 31 maggio - Cho Young-cheol, ex calciatore sudcoreano
- 31 maggio - Naîgnouma Coulibaly, cestista maliana
- 31 maggio - Gustavo Cristaldo, calciatore paraguaiano
- 31 maggio - Bas Dost, calciatore olandese
- 31 maggio - Sameehg Doutie, calciatore sudafricano
- 31 maggio - Ioann Iarochevitch, cestista belga
- 31 maggio - Claudio Innocenzi, ex pallanuotista italiano
- 31 maggio - Sean Johnson, calciatore statunitense
- 31 maggio - Roin K'vaskhvadze, ex calciatore georgiano
- 31 maggio - Daul Kim, modella sudcoreana († 2009)
- 31 maggio - Martin Kupper, discobolo estone
- 31 maggio - Justine Lupe, attrice statunitense
- 31 maggio - Matheus Humberto Maximiano, ex calciatore brasiliano
- 31 maggio - Tanner Mayes, attrice pornografica statunitense
- 31 maggio - Nemanja Milunović, calciatore serbo
- 31 maggio - Gianmarco Moschin, taekwondoka italiano
- 31 maggio - Aishath Reesha, ex mezzofondista maldiviana
- 31 maggio - Marco Reus, calciatore tedesco
- 31 maggio - Igor Pita, ex calciatore portoghese
- 31 maggio - Daniel Stenderup, calciatore danese
- 31 maggio - Murphy Troy, ex pallavolista statunitense
- 31 maggio - Daniel Wass, calciatore danese